# Microtrombidium aucklandicum
Microtrombidium aucklandicum är en spindeldjursart som beskrevs av Malcolm Luxton 1989. Microtrombidium aucklandicum ingår i släktet Microtrombidium och familjen Microtrombidiidae. Inga underarter finns listade i Catalogue of Life.